# Lista de presidentes da Galiza
Esta lista de presidentes da Galiza compreende todas as pessoas que exerceram a chefia da Junta da Galiza, desde o período da Transição democrática, com o advento do Estatuto de Autonomia de Galiza, até os dias atuais.
| Presidente | Presidente | Presidente | Presidente              | Local de Nascimento                          | Início do mandato             | Fim do mandato                            | Partido                | Legislatura                         | Legislatura                         | Legislatura                          | Legislatura                          | Legislatura                          |
| ---------- | ---------- | ---------- | ----------------------- | -------------------------------------------- | ----------------------------- | ----------------------------------------- | ---------------------- | ----------------------------------- | ----------------------------------- | ------------------------------------ | ------------------------------------ | ------------------------------------ |
| 1          |            |            | Antonio Rosón Pérez     | Becerreá, Província de Lugo                  | 13 de julho de 1977           | 9 de junho de 1979                        | Centrista              | Pré-autonomia                       | Pré-autonomia                       | Pré-autonomia                        | Pré-autonomia                        | Pré-autonomia                        |
| 2          |            |            | José Quiroga Suárez     | Petín, Província de Ourense                  | 9 de junho de 1979            | 22 de janeiro de 1982                     | Centrista              | Pré-autonomia                       | Pré-autonomia                       | Pré-autonomia                        | Pré-autonomia                        | Pré-autonomia                        |
| 3          |            |            | Xerardo Fernandez Albor | Santiago de Compostela, Província da Corunha | 22 de janeiro de 1982         | 26 de setembro de 1987 (moção de censura) | Popular                | I (1989)                            |                                     | Maioria simples AP (Apoiado por UCD) | Maioria simples AP (Apoiado por UCD) | Maioria simples AP (Apoiado por UCD) |
| 3          | II (1993)  |            | Xerardo Fernandez Albor | Santiago de Compostela, Província da Corunha | 22 de janeiro de 1982         | 26 de setembro de 1987 (moção de censura) | Popular                | Maioria simples AP (Apoiado por CG) | Maioria simples AP (Apoiado por CG) | Maioria simples AP (Apoiado por CG)  |                                      |                                      |
| 4          | II (1993)  |            |                         | Fernando González Laxe                       | Corunha, Província da Corunha | 26 de setembro de 1987 (moção de censura) | 5 de fevereiro de 1990 | Socialista                          |                                     |                                      |                                      | Coalición PSdeG+CG+PNG-PG            |
| 5          |            |            | Manuel Fraga Iribarne   | Vilalba, Província de Lugo                   | 5 de fevereiro de 1990        | 2 de agosto de 2005                       | Popular                | III (1989)                          |                                     | Maioria absoluta PPdeG               | Maioria absoluta PPdeG               | Maioria absoluta PPdeG               |
| 5          | IV (1993)  |            | Manuel Fraga Iribarne   | Vilalba, Província de Lugo                   | 5 de fevereiro de 1990        | 2 de agosto de 2005                       | Popular                | Maioria absoluta PPdeG              | Maioria absoluta PPdeG              | Maioria absoluta PPdeG               |                                      |                                      |
| 5          | V (1997)   |            | Manuel Fraga Iribarne   | Vilalba, Província de Lugo                   | 5 de fevereiro de 1990        | 2 de agosto de 2005                       | Popular                | Maioria absoluta PPdeG              | Maioria absoluta PPdeG              | Maioria absoluta PPdeG               |                                      |                                      |
| 5          | VI (2001)  |            | Manuel Fraga Iribarne   | Vilalba, Província de Lugo                   | 5 de fevereiro de 1990        | 2 de agosto de 2005                       | Popular                | Maioria absoluta PPdeG              | Maioria absoluta PPdeG              | Maioria absoluta PPdeG               |                                      |                                      |
| 6          |            |            | Emilio Pérez Touriño    | Corunha, Província da Corunha                | 2 de agosto de 2005           | 16 de abril de 2009                       | Socialista             | VII (2005)                          |                                     |                                      | Coalición PSdeG+BNG                  | Coalición PSdeG+BNG                  |
| 7          |            |            | Alberto Núñez Feijóo    | Ourense, Província de Ourense                | 16 de abril de 2009           | No cargo                                  | Popular                | VIII (2009)                         |                                     | Maioria absoluta PPdeG               | Maioria absoluta PPdeG               | Maioria absoluta PPdeG               |
| 7          | IX (2012)  |            | Alberto Núñez Feijóo    | Ourense, Província de Ourense                | 16 de abril de 2009           | No cargo                                  | Popular                | Maioria absoluta PPdeG              | Maioria absoluta PPdeG              | Maioria absoluta PPdeG               |                                      |                                      |
| 7          | X (2016)   |            | Alberto Núñez Feijóo    | Ourense, Província de Ourense                | 16 de abril de 2009           | No cargo                                  | Popular                | Maioria absoluta PPdeG              | Maioria absoluta PPdeG              | Maioria absoluta PPdeG               |                                      |                                      |
| 8          |            |            | Alfonso Rueda           | Pontevedra, Província de Pontevedra          | 14 de maio de 2022            | No cargo                                  | Popular                | XI (2020)                           |                                     | Maioria absoluta PPdeG               | Maioria absoluta PPdeG               | Maioria absoluta PPdeG               |